# Royal Engineers Association Football Club
El Royal Engineers Association Football Club és un club de futbol anglès del cos d'enginyers de l'exèrcit britànic (Royal Engineers).

## Història

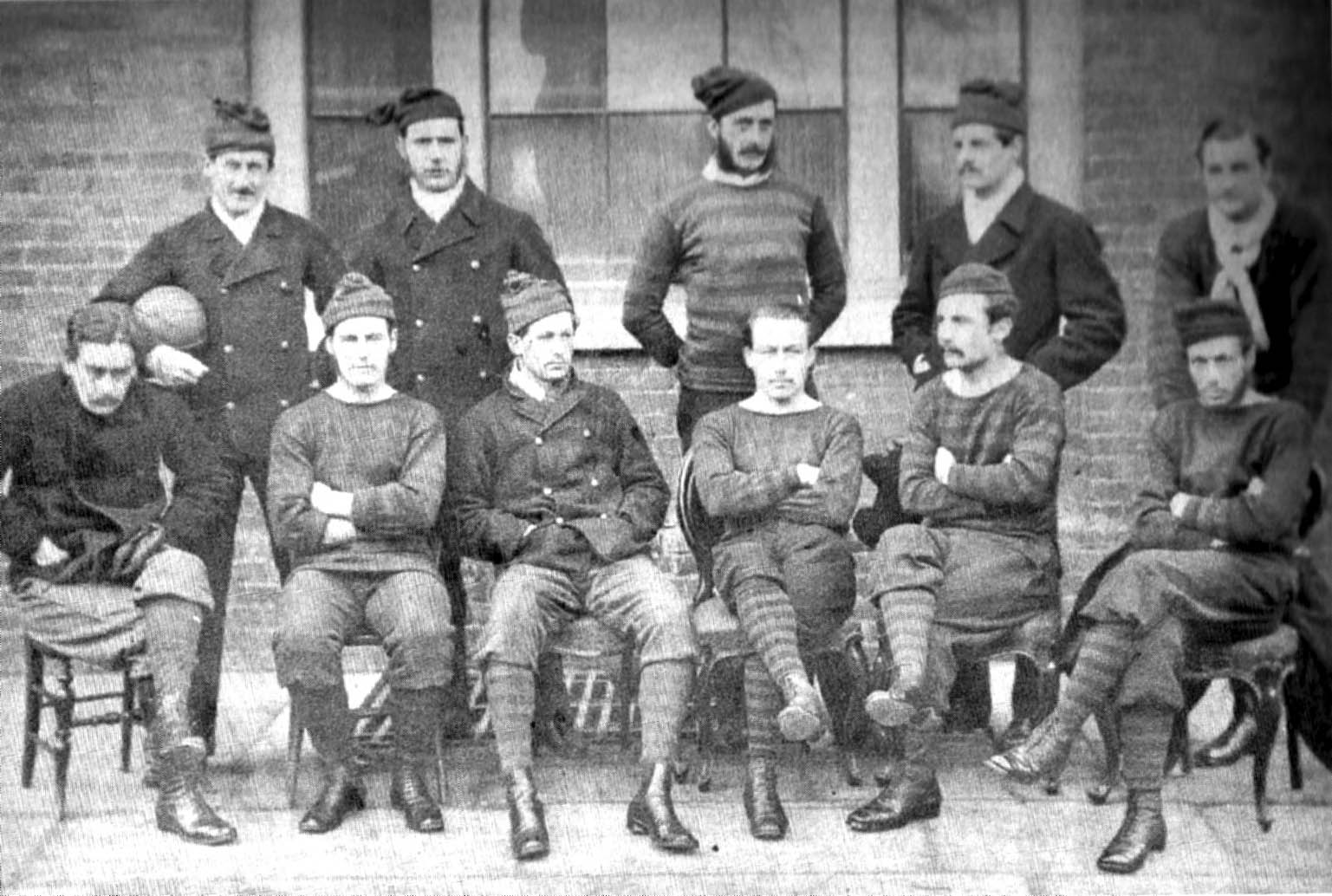
El Royal Engineers l'any 1872.

El club va ser fundat el 1863, sota el lideratge del Major Marindin del Corps of Royal Engineers, els Sappers. El club gaudí de gran èxit la dècada de 1870, guanyant la Copa anglesa de futbol (FA Cup) el 1875.

## Jugadors destacats
El club aportà diversos jugadors a la selecció de futbol d'Anglaterra que foren (partits internacionals entre parèntesis):
- Horace Barnet (1)
- Alfred Goodwyn (1)
- Herbert Rawson (1)
- Bruce Russell (1)
- Pelham von Donop (2)
- Cecil Wingfield-Stratford (1)

També aportà diversos jugadors a la selecció de futbol d'Escòcia:
- John Edward Blackburn (1)
- Henry Renny-Tailyour (1)

## Palmarès
- Una Copa anglesa de futbol (1875).